# 発車ベル

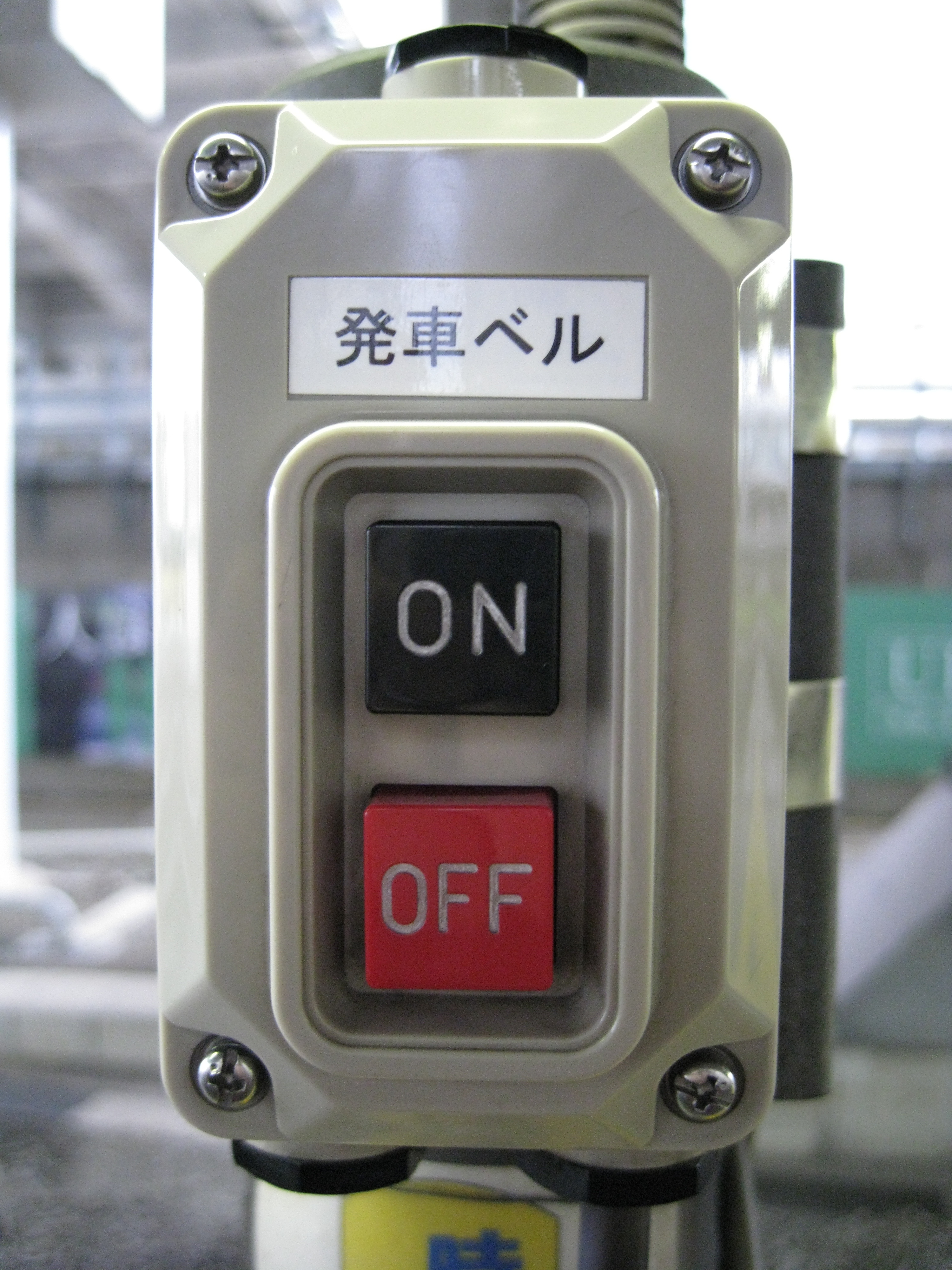
JR東日本の多くの駅で使用されている発車ベルスイッチ

発車ベル（はっしゃベル）とは、鉄道駅において乗降中の利用者に列車が発車すること・その他の合図をベル音によって伝えるためのシステムである。電鈴合図、電鈴とも言われる。
鉄道事業者によっては、合図を行う音をベルではなくブザーの形態で採用している事例もある。ブザーの場合は発車ブザーとも称される。本項では発車ブザーについても記述する。

## 概要
鉄道事業者によっては、連続して音を鳴らすことのできる発車ブザーを使用しているが、これについても同じ理由で使われるため、本項では発車ベルと発車ブザーの説明を共通化している。
発車ベルおよび発車ブザーは、車掌および駅係員がホームに備え付けのスイッチや携帯しているリモコンによって鳴らす。これは停止ボタンのあるものと一定時間で自動的に止まるタイプとがある。
日本国有鉄道をはじめとして、電子音が普及する前は、目覚まし時計のようにジリジリと半連続式で音が鳴るベルを使っていた時期が長い。東海道新幹線でも開業当初はこの発車ベルであった。一方で、東京地下鉄（東京メトロ）では、帝都高速度交通営団（営団地下鉄）時代から基本的に発車ブザーを採用していた。
発車ベルおよび発車ブザーにおいても、上りホーム用と下りホーム用とで音程などが違っていたり、鉄道事業者によっても音色に違いが見られる。
JRグループ（JR東海を除く）や東京地下鉄（東京メトロ）など、一部ではこれをメロディにしている。その他の鉄道事業者でも採用事例がある。詳細は発車メロディを参照。

## 設置の発端
鉄道が日本で最初に開業した際には笛や鐘を使って発車の合図に用いていたが、鉄道利用者数の増加に伴い多くの乗客に発車を周知させるには難点が出てきた。そこで1912年1月8日に上野駅に発車ベルを設置、これによって発車を周知することにした。後に発車ブザーを採用する鉄道事業者も現れた。

## 車両の電鈴

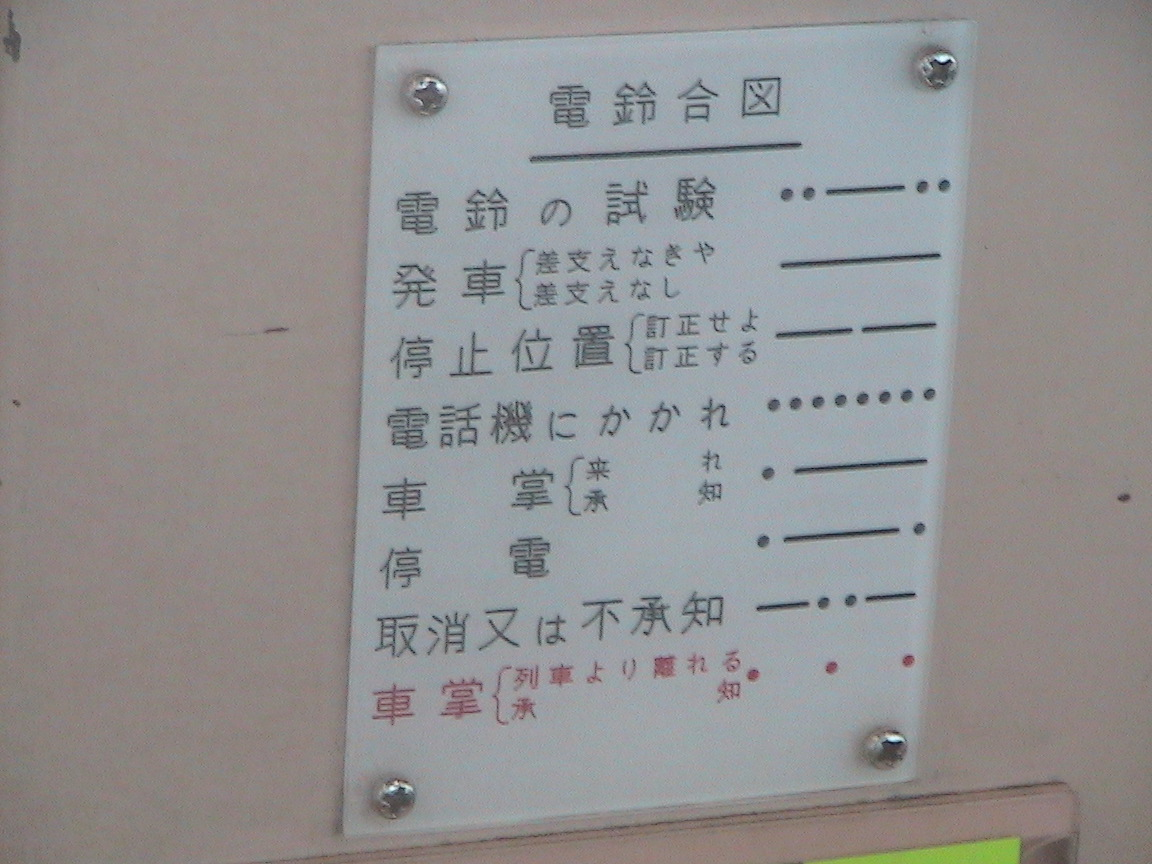
電鈴合図の操作法一覧

車両に設置された電鈴（ベルおよびブザー）は、乗客の乗降が終わり発車が可能であることなどの状況を車掌と運転士の間で伝え合うためのものである。電鈴で合図することを電鈴合図といい、伝達内容によって打ち方（鳴らし方）が決まっている。通常は発車を運転士に知らせる目的で用いるが停電が起こった際や停止位置の訂正を求めたり、それを承知したり取り消したりする際にも用いる。なお、電鈴はモールス信号に近い方法で操作する。そして、詳しい状況の連絡が必要な場合は車掌を電鈴で呼び出して伝えたり電話をとって欲しい旨だけを電鈴で伝え、詳細は車両に装備されている電話で伝え合うこともある。
路面電車ではかつて鐘が使われ、またその合図の音から路面電車のことを「チンチン電車」と呼ぶようになった。（詳細は「路面電車#「チンチン電車」という通称」を参照）
私鉄においては関東と関西とで電鈴の音色が異なり、名古屋を境に関西ではベル音と関東ではブザーに分けられるが、広島電鉄のように西日本でもブザーを使用する例もある。名古屋鉄道では以前単打ベル音によるものを、300系以降の新造車においては、電子ブザーへと変更になった。
なお、ベルの場合は単打ベルと連打ベルとの2種類があり、事業者によっていずれかが採用されている。中には阪神1000系電車のように阪神なんば線と近鉄奈良線を相互直通運転する車両には単打ベル（近鉄線で使用）と連打ベル（阪神電車で使用）の両方を搭載している事例もある。
関西の鉄道事業者では近鉄・京阪・京都市交通局が単打ベルを、南海・泉北高速鉄道・阪急・阪神・山陽・大阪市高速電気軌道・北大阪急行・神戸市交通局が連打ベルを使用している。